# De Ep Oorklep Show
De Ep Oorklep Show is een Nederlandse televisieserie die in de periode februari-april 1987 in 7 delen werd uitgezonden. De serie was op vrijdagavond te zien bij de TROS.

## Hoofdrollen
André van Duin speelt in de serie de rol van Ep Oorklep, met gekleurde, klepperende oorwarmers op de oren. Twee andere personages zijn zijn chef meneer Van Gulden (gespeeld door Frans van Dusschoten) en de immer dronken zwalkende heer Lukassen (gespeeld door Hans Otjes). Van Duin, Van Dusschoten en Otjes spelen ook nog andere rollen in de serie.

## Overige rollen en gastoptredens
Verder spelen onder meer de volgende acteurs mee: Paul Brandenburg, Piet Ekel, Simone Kleinsma, Mimi Kok, Lucie de Lange, Wim de Meijer, Lidia Oosthoek, Dick Rienstra en Tonny Wilson. Als gasten spelen onder meer mee: Marco Bakker, Jos Brink, Ron Brandsteder, Robert Long, Piet Hendriks en Frans Kokshoorn

## Scenario
Het scenario voor de serie is geschreven door André van Duin, René van Vooren en Brad Ashton. De liedjes zijn van de hand van Harrie Geelen en Harry Bannink. De openingstune is gecomponeerd door Hans van Eijck. Deze werd ook gebruikt in het radioprogramma van André van Duin.

### De limerick
De sketches en liedjes spelen zich af in het drukbevolkte hotel/café Het Feestpaleis. Iedere aflevering werd afgesloten met een aantal gezongen limericks, begeleid op de accordeon door Harry Mooten. 
Het zingen van limericks wordt ook op de radio gedaan bij het Radio 10-programma Somertijd, gepresenteerd door Rob van Someren. In dit programma worden op dezelfde manier lichte nieuwsfeitjes als limericks gezongen.